# ماركوس أغيلار فيغا
ماركوس أغيلار فيغا (بالإسبانية: Marcos Aguilar Vega)‏ هو سياسي مكسيكي، ولد في 5 يوليو 1972 في مدينة كيريتارو في المكسيك. حزبياً، نشط في حزب العمل الوطني. وقد انتخب عضو مجلس النواب المكسيك.